# Mike Stern
Mike Stern (ur. jako Michael Sedgwick 10 stycznia 1953 w Bostonie) – amerykański gitarzysta jazzowy.
Prezentuje styl muzyczny fusion, czyli jazz z elementami charakterystycznymi dla muzyki rockowej. Jego idolami w młodości byli Jimi Hendrix i Eric Clapton. To właśnie im zawdzięcza ten rockowy pierwiastek, który zawarty jest w jego grze i muzyce. Jest absolwentem prestiżowej akademii bostońskiej Berklee College of Music. Jednym z jego wykładowców był Pat Metheny, który w 1976 roku zarekomendował Sterna do słynnej grupy Blood, Sweat & Tears, otwierając mu drogę do świata jazzu. W 1981 roku rozpoczął współpracę z Milesem Davisem. Dwa lata później wraz z Jaco Pastoriusem stworzył formację World of Mouth, która szybko zyskała uznanie. Od początku lat 80. prowadzi karierę solową prezentując styl fusion, jazz-rock. Inspirują go tacy gitarzyści jak George Benson, Wes Montgomery, Jim Hall, jednak w jego grze słychać również wpływy idoli z młodości. Gra z takimi muzykami jak: Richard Bona, Bob Franceschini, Dennis Chambers, Dave Weckl, Victor Wooten, Marcus Miller, Bob Berg, Herbie Hancock, Mino Cinelu, Billy Cobham, Mike Mainieri. Współpracował z zespołem Steps Ahead i grupą braci Brecker.
Jego żoną jest wokalistka i gitarzystka Magdalena Thora (Leni Stern). Jej imię często pojawia się w tytułach utworów jak np. Leni's Smile, czy Leni Goes Shopping.

## Sprzęt
Stern gra obecnie na gitarze Yamaha Pacifica Mike Stern Model wykonanej przez koncern Yamahy, na wzór lutniczego Fendera Telecastera wykonanego przez znajomego lutnika. Na scenie, używa dwóch wzmacniaczy combo Fender Twin Amp, z wpiętymi w pętle efektów kostkami firmy Boss: DS-1 i DD-3 delay. Ma charakterystyczne i łatwo rozpoznawalne brzmienie charakteryzujące się głębią i łagodnością na kanale czystym i rockowym „pazurem” na kanale przesterowanym, które uzyskuje, oprócz świetnej techniki i artykulacji, poprzez użycie dwu-cewkowych przetworników Hot Rails firmy Seymour Duncan, które według producenta kierowane są do cięższych rodzajów muzyki. Wraz z biegiem czasu Stern odchodzi od „ostrego” grania, jego muzyka łagodnieje, a on sam „wygładza” swoje brzmienie poprzez nałożenie efektu chorus.

## Dyskografia
- The Man With the Horn (1981; z Milesem Davisem)
- We Want Miles (1981; z Davisem)
- Stratus (1981; z Billym Cobhamem)
- Star People (1983; z Davisem)
- Urban Earth (1985; z Harviem Swartzem)
- Yesterdays (1986; z Lewem Soloffem)
- Upside Downside (1986)
- Smart Moves (1986; ze Swartzem)
- Time in Place (1988)
- Don't Try This at Home (1988; z Michaelem Breckerem)
- The Michael Brecker Band Live (1989)
- Jigsaw (1989)
- Cycles (1989; z Bobem Bergiem)
- Odds or Evens (1990)
- In The Shadows (1990; z Bergiem)
- Summerhill (1991)
- Back Roads (1991; z Bergiem)
- Short Stories (1992; z Bergiem)
- Games (1992; z Bergiem)
- The Brecker Brothers Live (1992)
- Standards (And Other Songs) (1993)
- This Is Michael Gerber (1993)
- Is What It Is (1993)
- Say What You Mean (1994)
- The Age of Illusions (1994)
- Between the Lines (1996)
- Give & Take (1997; z Johnem Patituccim, Donem Aliasem, Jackiem DeJohnettem)
- Play (1999)
- Voices (2001)
- 4 Generations of Miles (2002; z Ronem Carterem, Jimmym Cobbem, Gerge’em Colemanem)
- These Times (2004)
- Who Let the Cats Out? (2006)
- Big Neighborhood (2009)